# Chimioterapie

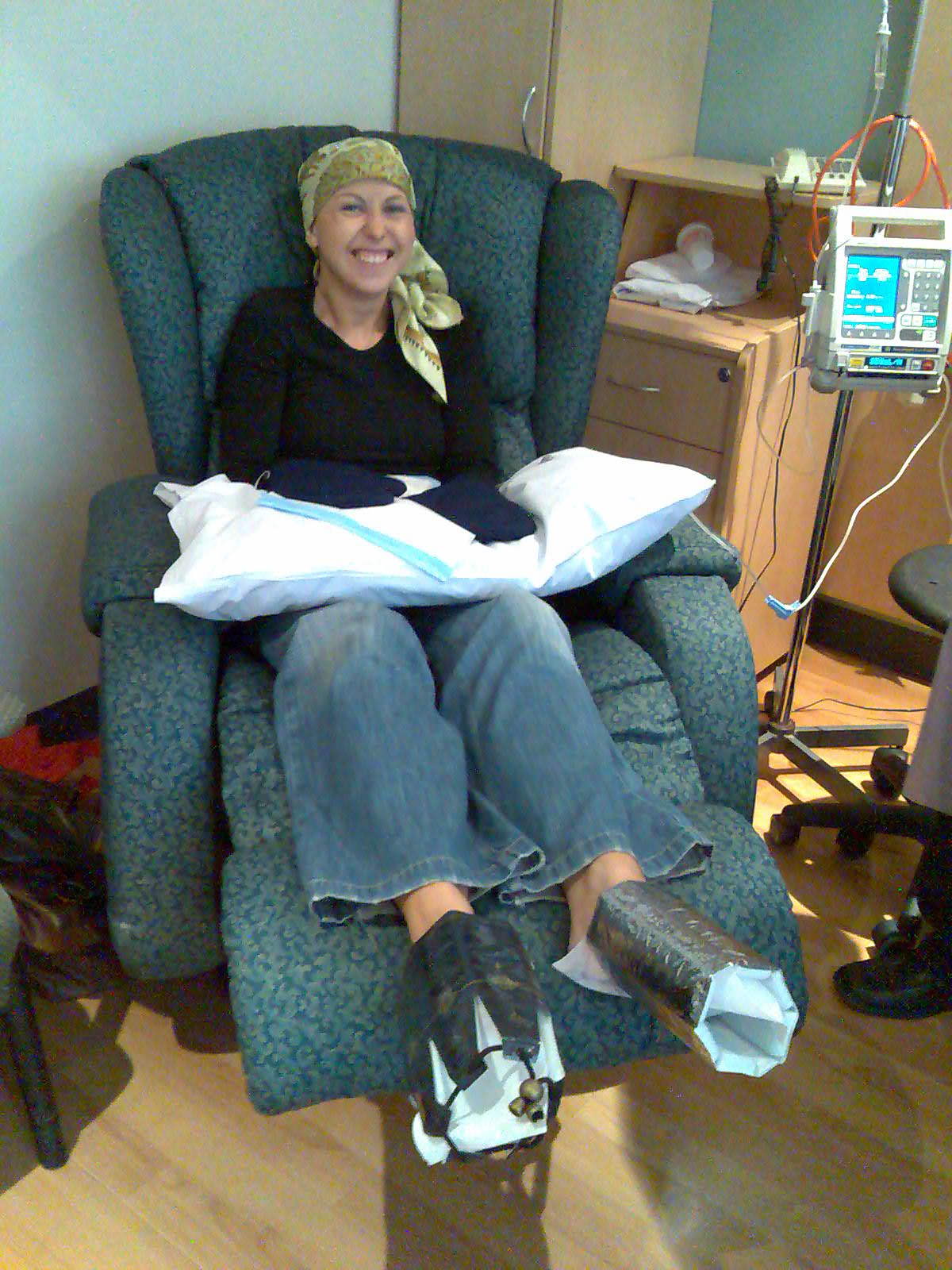
Această persoană primește un tratament cu docetaxel, pentru cancer mamar.

Chimioterapia este tehnica terapeutică ce consistă în administrarea substanțelor chimice în scopul tratării unei anumite boli. Aceasta este metoda cea mai folosită pentru tratarea cancerului, fiind folosite o varietate de produse chimioterapice. Medicamentele folosite pot opri sau încetini creșterea celulelor canceroase, dar pot să afecteze și celule sănătoase.  Chimioterapia este una dintre categoriile principale ale oncologiei medicale.

## Strategie
În prezent, există mai multe strategii pentru administrarea medicamentelor chimioterapice. Chimioterapia poate fi folosită cu scopul de a fi curativă (de a vindeca), sau cu scopul de prelungi viața sau de a fi paliativă (a ameliora simptomele fără să vindece). De asemenea, chimioterapia poate fi combinată cu alte tratamente împotriva cancerului, cum ar fi radioterapia sau chiar operarea.

### Eficacitate
Eficacitatea chimioterapiei depinde în funcție de tipul cancerului și de stadiul acestuia. Efectele acestei terapii variază de la a fi curativă pentru unele tipuri de cancer, cum sunt de exemplu leucemiile, până la a fi fără efect în cazul unora, cum sunt tumorile cerebrale, sau chiar inutilă pentru cancerul de piele non-melanom (CPNM).